# Simon Fisher-Becker
Simon Fisher-Becker (Hillingdon, 25 novembre 1961 – Londra, 9 marzo 2025) è stato un attore britannico, conosciuto per il ruolo del Frate Grasso nella saga di Harry Potter e quello di Dorium Maldovar nella serie televisiva fantascientifica Doctor Who.

## Biografia
Nel marzo 2009 rimase vittima di un'aggressione quando, durante una sosta presso un distributore di benzina, tre giovani lo aggredirono, picchiandolo brutalmente e lasciandolo a terra dolorante. L'attore riportò lesioni permanenti alla colonna vertebrale e a una rotula, che lo costrinsero da quel momento ad utilizzare un bastone per aiutarsi nei movimenti.

## Vita privata
Omosessuale dichiarato, sposò nel 2006 Tony Dugdale.

## Filmografia

### Cinema
- Arrivederci Millwall, regia di Charles McDougall (1990)
- Arrivederci Roma, regia di Clive Donner (1990) - cortometraggio, non accreditato
- Beg!, regia di Robert Golden (1994)
- Sweet Thing, regia di Mark David (1999)
- Harry Potter e la pietra filosofale (Harry Potter and the Sorcerer's Stone), regia di Chris Columbus (2001) - accreditato come Simon Fisher Becker
- The Tale of the Three Spaptors, regia di Tadashi Abe (2008) - cortometraggio
- Chakan the Forever Man, regia di Robin Morningstar (2012)
- Les Misérables, regia di Tom Hooper (2012)
- Coveted Desires, regia di Tylor Keith (2014)
- Pundemic, regia di Richard Summers-Calvert (2015) - cortometraggio
- Dark Ascension, regia di Gene Fallaize (2016)

### Televisione
- An Ungentlemanly Act, regia di Stuart Urban - film TV (1992)
- One Foot in the Grave - serie TV, 1 episodio (1993)
- 99-1 - serie TV, 1 episodio (1994)
- Doctors - soap opera, una puntata (2001)
- Love Soup - serie TV, 1 episodio (2005)
- Afterlife - Oltre la vita (Afterlife) - serie TV, 1 episodio (2006)
- The Apprentice - serie TV, 1 episodio (2006)
- Doctor Who - serie TV, 4 episodi (2010-2011) - Dorium Maldovar
- Talking Who - 1 episodio (2010)
- Doctor Who Confidential - serie TV, 1 episodio (2011)
- Getting On - serie TV, 1 episodio (2012)
- Contrast of Evil, regia di Dante Luna - documentario (2012)
- 3some - serie TV, 1 episodio (2013)
- Vicious - serie TV, 1 episodio (2013)
- Who's Changing: An Adventure in Time with Fans, regia di Cameron K. McEwan - documentario (2014)
- Puppy Love - serie TV, 6 episodi (2014)
- Ckds at the Cons: Chippenham 2014, regia di Stephen Driver - documentario (2014)